# 김병주 (유도 선수)
김병주(金炳周, 1968년 1월 14일 ~ )는 대한민국의 전직 유도 선수이다.
대구광역시 출신으로 대구중앙중학교, 영신고등학교, 용인대학교, 국민대학교 교육대학원 석사, 용인대학교 대학원 박사학위를 취득하였다. 유고슬라비아(현재의 세르비아) 베오그라드에서 열린 1989년 세계 유도 선수권 대회에서 남자 78kg급 금메달을 획득했으며 1990년 베이징 아시안 게임에서 남자 유도 78kg급 금메달을 획득했다.
1992년 바르셀로나 하계 올림픽 대회에 출전하여 남자 유도 78kg급 동메달을 획득한 이후에 현역 은퇴했으며 1994년 12월에는 여자 유도 선수인 김미정과 결혼했다. 1994년부터 1997년까지 빙그레 유도팀 코치를 역임했고 1999년에는 대한민국 공군사관학교 교수로 임명되었다.

## 학력
- 대구중앙중학교 졸업
- 영신고등학교 졸업
- 용인대학교 무도대학 유도학 졸업
- 국민대학교 교육대학원 체육교육학 석사
- 용인대학교 대학원 체육학 박사